# Пресьядо, Арольд
А́рольд Фабиа́н Пресья́до Вильярреа́ль (исп. Harold Fabián Preciado Villarreal; род. 1 июня 1994 года, Тумако) — колумбийский футболист, нападающий клуба «Сантос Лагуна» и сборной Колумбии. Участник Олимпийских игр 2016 года в Рио-де-Жанейро.

## Клубная карьера
Пресьядо — начал профессиональную карьеру в клубе «Депортиво Кали». 30 июня 2016 года в матче против «Онсе Кальдас» он дебютировал в Кубке Мустанга. В начале 2014 года для получения игровой практики Арольд на правах аренды перешёл в «Хагуарес де Кордоба». 26 января в матче против «Атлетико Букараманга» Пресьядо дебютировал во колумбийской Примере B. В этом же поединке он забил свой первый гол за новую команду. 12 марта в матче против «Леонес Ураба» Арольд сделал хет-трик. По итогам сезона он стал лучшим бомбардиром сезона и помог команде выйти в элиту. В начале 2015 года Пресьядо вернулся в «Депотиво Кали». 8 февраля в матче против «Ла Экидада» он забил свой первый гол за клуб. В этом же году Арольд помог «Депортиво» выиграть чемпионат.
В начале 2017 года Пресьядо перешёл в китайский «Шэньчжэнь».

## Международная карьера
Летом 2016 года Пресьядо в составе олимпийской сборной Колумбии принял участие в Олимпийских играх в Рио-де-Жанейро. На турнире он сыграл в матчах против команд Швеции, Нигерии и Бразилии.

## Достижения
Командные
- Чемпион Колумбии (2): Апертура 2015, Финалисасьон 2021

Личные
- Лучший бомбардир чемпионата Колумбии (1): Финалисасьон 2021